# Фенсаб

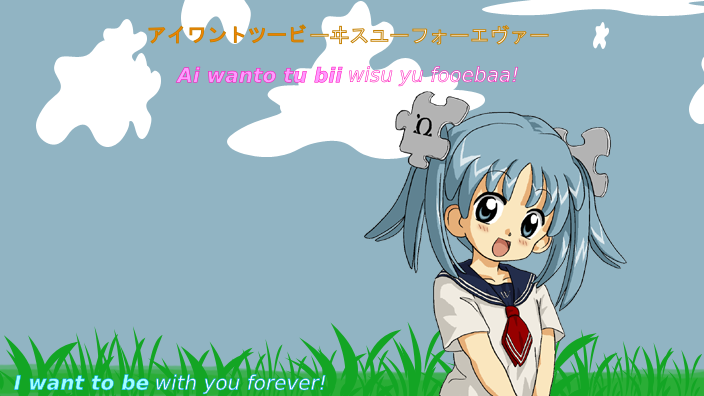
Типовий кадр з аніме з текстом пісні, який був в оригінальній японській версії із транскрипцією латиницею (зверху), та англійський переклад пісні (знизу).

Фенсаб (англ. fansub, скорочення від англ. fan subtitled, укр. аматорські субтитри, фансаб) — відеоматеріал (найчастіше — аніме) з субтитрами або ж самі субтитри рідною мовою, випущені незалежно від офіційних розповсюджувачів. Переклад та іншу технічну роботу виконують любителі (фани від (англ. fan)), звідки й назва. Фансаб розглядається його творцями як хобі чи, рідше, як благодійна діяльність і, відповідно, робиться безплатно.

## Поява фенсабу (історія)
Спочатку субтитри накладалися на відео тільки в студіях перед записом на касети. Проте в середині 80-х склалася унікальна ситуація — з виходом у 1986 році в США серіалу Роботек (і багатьох інших) популярність аніме різко зросла, нехай і в досить вузьких колах, це, власне, і породило американський аніме-фендом. Це явище, що супроводжувалося логічним зростанням інтересу до нового виду мистецтва, вдало збіглося з появою на ринку персональних комп'ютерів Commodore Amiga, що мали неймовірні для свого часу мультимедійні можливості і дозволяли накладати на відеосигнал субтитри.
Поєднання цих двох чинників породило феномен фенсабу: фани, які знали японську мову (дуже часто це були японські студенти, що навчалися в університетах США) отримали можливість розділити своє захоплення з тими, хто мови не знав. Незабаром виникли десятки фенсаберських груп, що поширювали відеокасети з аніме поштою, а також широка мережа обміну між клубами й окремими фанами. Саме тоді народився основний принцип фенсабу — безкоштовне розповсюдження (точніше, за ціною носія і доставки).
Зберігання фонду касет з фенсабом було однією з причин створення аніме-клубів. Найстарші фанати аніме ще пам'ятають ритуал переписування фенсабу з «майстер-касет».

## Розповсюдження субтитрів в Інтернеті

### Форми розповсюдження
З розповсюдженням широкосмугового Інтернету і настільних систем редагування відео, створення і розповсюдження субтитрів значно спростилося. Фенсаб-групи, що займаються діджісабом (цифровим фенсабом, на відміну від традиційного, аналогового, фенсабу на касетах), почали з'являтися вже не десятками, а сотнями. Картинка діджісабу, як правило, містить оригінальну звукову доріжку і «вшиті» в зображення субтитри іншою (зазвичай, англійською) мовою.
Є також інший засіб розповсюдження субтитрів — без розповсюдження відеоматеріалу, так звані зовнішні софтсаби (від англ. softsubs, «software subtitles» — програмні субтитри). Вони є окремим текстовим файлом невеликого розміру, в якому зберігається інформація про те, в який момент текст виводити на екран. Зараз практично всі відеоплеєри мають можливість підключення зовнішніх субтитрів. Західні фенсаб-групи рідко випускають свої переклади в такому форматі, а от в Україні та інших країнах Східної Європи надають перевагу саме їм.
У початкових і фінальних піснях серії або фільму в фенсабах, як правило, додаються субтитри за типом «караоке» — текст відкриваючої пісні, що підсвічує по складах для спрощення синхронного співу. Вони зазвичай бувають як в оригінальному, японському написанні, так і у вигляді транскрипції латинськими буквами. Також, часом, додається переклад пісні.
Порівняно недавно деякі фенсаб-групи почали випускати свої переклади в софтсабах, використовуючи можливості контейнера «Matroska» (розширення .mkv) по включенню у файл разом з відео- й аудіопотоками текстових субтитрів та шрифтів для їхнього відтворення. Це дозволяє:
- підвищити якість зображення: оскільки субтитри малюються програмно, а не вбудовані в зображення, навколо них не з'являється артефактів стиснення.
- користуватися одним файлом і якості фенсаба, і як raw (відео без субтитрів). Це має важливе значення як для творців AMV (для яких вбудовані у відео субтитри стають істотною перешкодою), так і просто для тих глядачів, які знають або вивчають японську мову. Проте розповсюдження raw-файлів все-таки ближче до діяльності DVD-риперів — своєрідної «темної сторони фенсабу».
- нижчий «поріг входження»: в тому випадку, якщо група випускає два варіанти одного і того ж релізу файл із хардсабом позиціонується як реліз з нижчою якістю (і старішим відеокодеком) для
  - тих, хто «не вміє» налаштувати плеєр для відтворення «Матрьошки» і нових відеокодеків
  - тих, чий комп'ютер недостатньо продуктивний для релізу з високою якістю
  - використання в апаратних плеєрах, як сумісніших.

Переважна більшість фенсабів — англійські. При цьому групи, що перекладають на англійську не обов'язково базуються в США.

### Канали розповсюдження
Готові фенсаби (у вигляді файлів) розповсюджуються через IRC-канали (зазвичай Fserve або XDCC-боти) або через мережу розподіленого скачування BitTorrent. Відносно недавно фенсаб-групи почали практикувати прямі посилання для скачування з використанням HTTP протоколу (як правило), так звані Direct Download Link (DDL). Існують сайти, що підтримують бази даних за станом робіт різних фенсаб-груп над аніме-серіалами, і/або відстежують свіжі релізи.
У самій Японії популярні інші файлові мережі, ні з чим, окрім самих себе, не сумісні. Характерною особливістю таких мереж є посилена анонімність. Проте це знову-таки більше «raw-providing», ніж фенсаб. Фенсаби аніме не популярні в Японії зі зрозумілої причини. Використання ж файлових мереж у нелегальних цілях, у тому числі й для розповсюдження «аніме-равів», в Японії переслідується законом, оскільки є, власне, піратством.

## Рипери
Риперами називають членів груп, що випускають DVD-рипи аніме, ліцензованого в інших країнах (найчастіше — в США). Зазвичай такі рипи випускаються з
- відеодоріжкою
- оригінальною (японською) звуковою доріжкою
- дубльованою (англійською) звуковою доріжкою
- англійськими субтитрами (софтсабами).

Попри свою схожість із фенсаберами, рипери не створюють — за винятком редагування — первинного матеріалу, а тільки його поширюють. Межа між риперами і фенсаберами розмита, чіткий поділ на «хороших» і «поганих» ускладнений тим, що
- фенсаберські групи часто випускають DVD-рипи японських DVD (це все ще є фенсабом)
- фенсаберські групи іноді не припиняють переклад і розповсюдження свого фенсабу навіть після ліцензування серіалу в США
- фенсаберські групи випускають фенсаби з субтитрами, які можна відключити
- риперські групи іноді займаються фенсабом
- риперські групи редагують і часто покращують ліцензійний переклад
- риперські групи намагаються поліпшити візуальну якість відео
- риперські групи використовують відео з японських DVD зі звуком із американських DVD
- з юридичної точки зору, як фенсаб так і рипи незаконні — хоча, інтуїтивно, фенсаб значно «менш незаконний», ніж DVD-рипи.

## Інші явища
Фендаб — створення любительського озвучення (дубляжу). Під дубляжем в цьому випадку розуміється створення нової звукової доріжки, в якій відсутні оригінальні голоси (переклад, що накладається поверх оригінального озвучення, називається овервойсом або войсовером і дуже поширений).
Також є приклади пікссаба — поєднання окремих картинок і субтитрів до аудіокниги, так званою «Drama CD». Проте через велику складність виготовлення та малу популярність, пікссаб залишається маргінальним явищем.
Досить регулярно з'являються пародійні субтитри. Вони є різновидом фенсаба, але це не переклад, а, швидше, «пародія на переклад».

### Юридична сторона питання
Юридична чистота фенсабів — дуже складне і спірне питання, тісно пов'язане з розповсюдженням взагалі будь-яких об'єктів авторського права. Однозначної думки з цього приводу немає.
Між фенсабберами і правовласниками існує негласна угода — власники прав на картину не переслідують фенсабберів, а ті у свою чергу, припиняють розповсюдження картини, як тільки вона ліцензується на даній території. Щобільше, багато правовласників бачать у фенсабах реальну комерційну вигоду (наприклад, використовують їх як маркетинговий інструмент для оцінки можливої популярності того або іншого фільму чи серіалу). Нарешті, фенсаббери завжди поширюють свої роботи безкоштовно і переслідують тих, хто намагається продавати їх за гроші.
Існує, проте, прецедент, коли японський відеодистриб'ютор «Media Factory» зажадав від американських фенсабберів і власників торент-трекерів, які контролюють розповсюдження фенсабів, прибрати з доступу переклади всього аніме, правами на яке володіє ця компанія. Оскільки майже всі аніме-серіали, що потрапили в цей список, не було ліцензовано на території США на той момент, деякі фенсаб-групи (наприклад, Wannabe Fansubs) і власники трекерів відмовилися виконати цю вимогу. Наскільки відомо, ніяких юридичних санкцій за цим не було. Проте після анонсу про ліцензування того ж аніме в США, його подальший переклад і розповсюдження було припинено.
Також відомий випадок з серіалом «Ninja Scroll TV» («Манускрипт Ніндзя: Новий розділ»), коли американський правовласник «Urban Vision» звернувся до фенсаб-групи з проханням припинити переклад цього серіалу, оскільки він ліцензований в США і незабаром буде випущений на DVD. У відповідь компанія одержала вельми різкий лист з відмовою. Але «Urban Vision» не звернулася до суду, а замість цього повідомила про цей інцидент американський аніме-фендом. З його боку виникла вкрай негативна реакція на адресу групи, яка була вимушена принести вибачення і припинити переклад серіалу.
Крім того, є думка, що випуск групою софтсаба є менш конфліктним, ніж хардсаб. Справа в тому, що хардсаб поширюється разом з відео, а софтсаб є самостійним продуктом, до створення якого правовласники не мають ніякого стосунку. Відповідно, хардсаб можна розглядати як незаконне використання ліцензованого продукту, а софтсаб — як окремий продукт, створений з порушенням прав правовласників, оскільки було здійснено несанкціонований переклад.

### Українськомовний фансаб
З поширенням популярності аніме в Україні виникла потреба у власному фансабі. На момент виникнення аніме-фендому в 90-х були доступні лише англомовні фансаби. Тому «старі анімешники» й досі часто не визнають іншого перекладу. Однак, незалежно від уподобань, незнання чи недостатнє знання англійської зробило нагальною потребу в зрозумілому перекладі. Схожа проблема є і в Росії. Розв'язувалася вона просто — люди почали робити фансаб самостійно. При цьому місцевий фансаб має ряд особливостей, з яких найголовнішими є такі:
1. в абсолютній більшості випадків переклад робиться не з японського оригіналу, а з англійського перекладу, як правило фансабу, пояснюється це просто — японську знають незрівнянно менше людей, ніж англійську;
2. на відміну від США, абсолютна більшість перекладів робилася та робиться у формі софтсабу: причинами цього є те, що софтсаб технічно простіший як у виготовленні, так і для розповсюдження; також свою роль зіграли поширеність англомовного хардсабу, який для переробки треба було б чистити від вшитих в зображення англійських субтитрів, а також недоступність якісних равів.

Внаслідок поширеності в Україні російської мови багато вітчизняних любителів аніме користуються російськими фансабами. Також з'явилися російськомовні фансаби, зроблені в Україні. Втім, вже є й україномовний фансаб. Є окремі перекладачі, а нещодавно з'явилася і перша українська фансаберська група.